# 헬레네 인 바이에른 여공작
헬레네 카롤리네 테레제(Helene Caroline Therese, Herzogin in Bayern, 1834년 4월 4일 ~ 1890년 5월 16일)는 비텔스바흐 왕가 출신의 바이에른 귀족이다. 바이에른 공작 막시밀리안 요제프와 바이에른 공주 루도비카의 장녀로 태어났다. 그녀의 자매로는 오스트리아의 황후가 된 바이에른의 엘리자베트, 양시칠리아의 왕비 마리아 소피아 등이 있다.
헬레네는 당초 프란츠 요제프 1세의 신부 후보였으나 그는 어머니 조피 프레데리케 폰 바이에른 왕녀가 추천한 헬레네가 아닌 동생 시씨에게 첫눈에 반해버렸고, 결국 그녀와 결혼했다. 프란츠 요제프 1세와의 약혼에 실패한 채 결혼 적령기를 넘긴 헬레네는 1858년 트룬 운트 탁시스의 부유한 제후 막시밀리안 안톤 폰 트룬 운트 탁시스를 만났다. 당시 바이에른의 왕이자 비텔스바흐 왕가의 당주였던 막시밀리안 2세는 막시밀리안이 왕가 출신이 아니라는 것을 이유로 결혼을 허락하지 않았으나 먼저 결혼한 시씨 부부의 주선으로 결혼에 성공할 수 있었다. 헬레네와 안톤의 결혼식은 포센호펜 성에서 치러졌고 두 사람 사이에서는 네 명의 아이가 태어났다.
- 루이제 (1859-1948)
- 엘리자베트 (1860-1881) - 슬하 2남 1녀
- 막시밀리안 마리아(1862-1885) - 요절
- 알베르트(1867-1952) - 슬하 7남 1녀

헬레네는 자매들 가운데 거의 유일하게 화목하고 행복한 가정을 꾸렸으나 그녀의 남편은 1867년에 요절했다.